# قائمة زملاء الجمعية الملكية المنتخبين في 1894
هذه الصفحة تعرض قائمة زملاء الجمعية الملكية المُنتخبين لعام 1894.

## الزملاء
- دوكينفيلد هنري سكوت
- Sir John Bradford, 1st Baronet [الإنجليزية]‏
- Richard Lydekker [الإنجليزية]‏
- جون جونز
- Hugh Longbourne Callendar [الإنجليزية]‏
- Micaiah John Muller Hill [الإنجليزية]‏
- أغوستوس إدوارد هوف لوف
- Francis Penrose [الإنجليزية]‏
- جوزيف سوان
- جورج ألبرت بولينغر
- Watson Cheyne [الإنجليزية]‏
- وليام باتسون

## الأعضاء الأجانب
- هنري بوانكاريه
- إدوارد سوس
- هنري ارنست بيون